# الحساسنة
توجد بلدية الحساسنة ولاية سعيدة تحدها شمالا بلدية أولاد براهيم وشرقا بلدية عين لحجر وغربا بلدية معمورة وهي بلدية تعدادها السكاني حوالي 36000 نسمة يمارس الزراعة كمصدر أساسي